# Scherengebiss

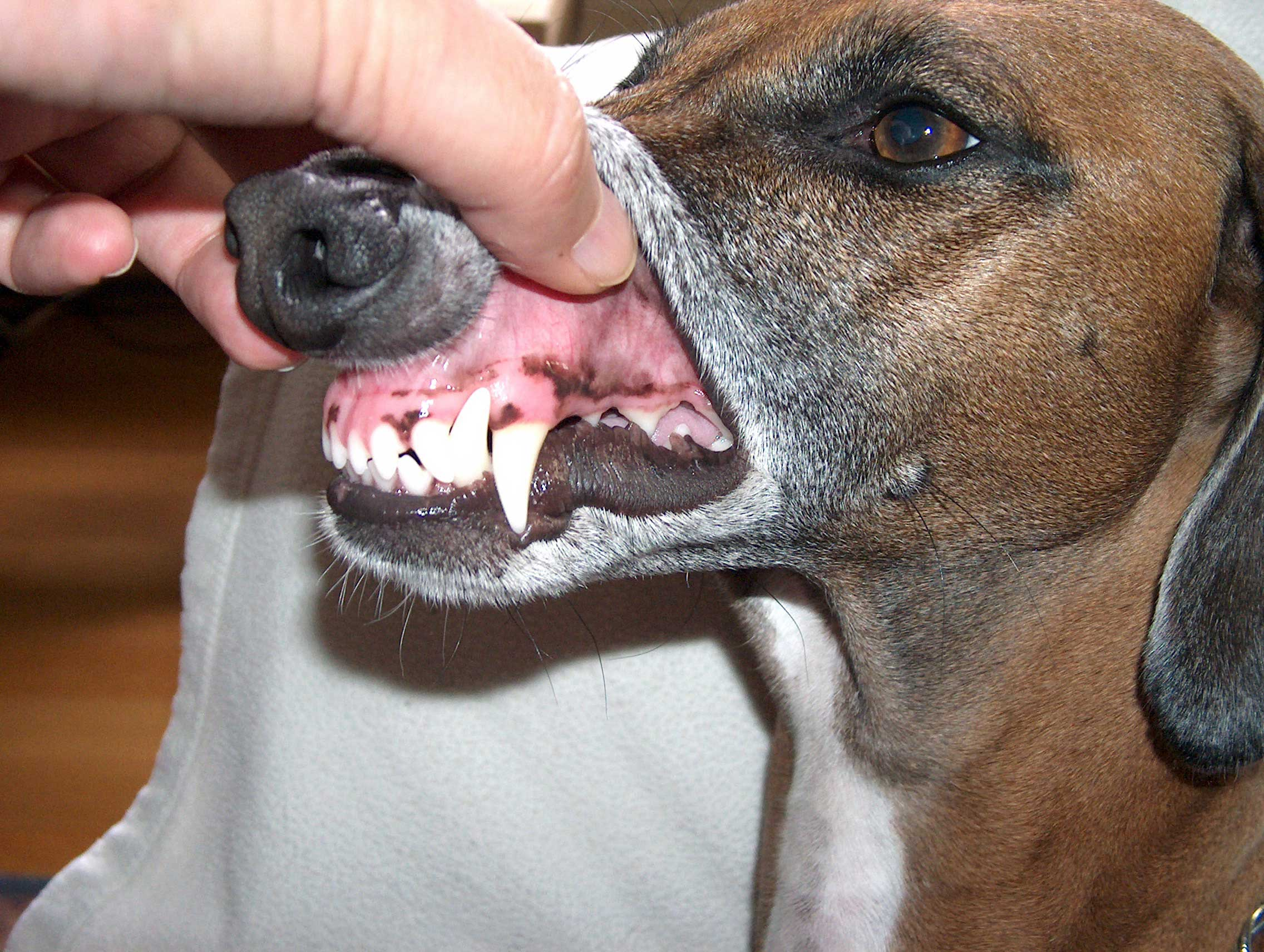
Scherengebiss bei einem Azawakh

Als Scherengebiss bezeichnet man ein Gebiss, bei dem die Zähne nicht vertikal aufeinander zulaufen, sondern knapp aneinander vorbei. Anders als bei Schneidezähnen oder Mahlzähnen opponieren die scharfen Flächen der Zähne bei geschlossenem Kiefer nicht aufeinander, sondern liegen wie bei den Schneiden einer geschlossenen Schere, daher der Name.

## Verbreitung im Tierreich

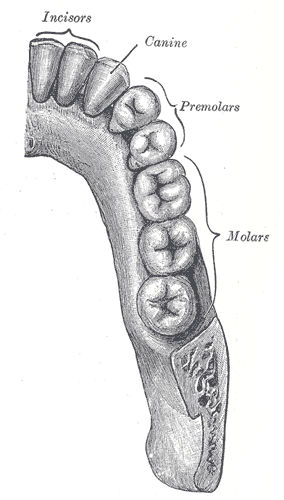
Prämolare und Molare

Diese Zahnstellung ist sehr effektiv für das Zerkleinern von fleischlicher Nahrung und Knochen, trotzdem entstand diese Gebissform im Tierreich nur selten. Fische, Amphibien und Reptilien haben in der Regel keine Scherengebisse entwickelt, obwohl es vor allem unter den Reptilien viele große beutegreifende und fleischfressende Arten gab.

## Funktionsweise
Bei sich schließendem Kiefer gleiten die scharfen Flächen der Zähne knapp aneinander vorbei und können so von einem Stück Fleisch einen kleinen, scheibenartigen Brocken abtrennen – er wird abgeschert.

### Brechschere

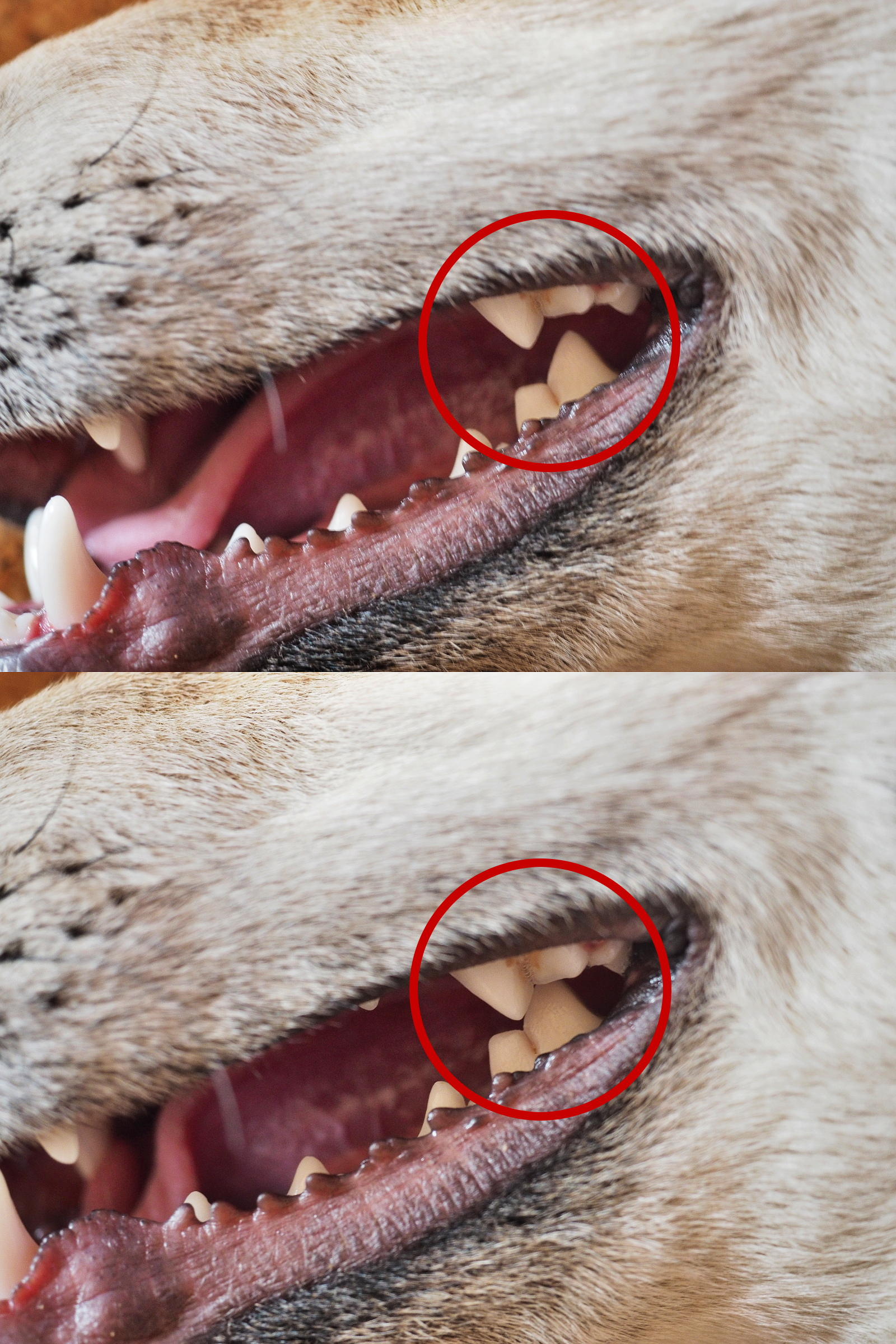
Reißzähne eines Hundes

Als Besonderheit innerhalb der Scherenstellung des Gebisses sind bei allen Landraubtieren, also auch beispielsweise beim Hund, die 4. Prämolaren des Oberkiefers und die 1. Molaren des Unterkiefers (P4/M1) als so genannte Brechschere ausgebildet, deren gezacktes Profil die Scherwirkung noch unterstützt und die aufgrund ihrer günstigen Hebelwirkung sehr kraftvoll zubeißen können. Sie werden auch Reißzähne genannt (nicht zu verwechseln mit den Eck- oder Fangzähnen, die dem Festhalten, nicht aber dem Zerkleinern von Beutetieren dienen).

### Vorteile
Manche Raubtiere sind dazu in der Lage, durch fortgesetztes Beißen mit geringem Vorschub Fleisch und sogar Knochen zu zerraspeln und so in breiige Form zu bringen. Das ermöglicht es ihnen, völlig auf Mahlzähne zu verzichten und doch die Oberfläche der Nahrung stark zu vergrößern. Bei den Katzen wird dieses Prinzip durch die raue Zunge zusätzlich unterstützt.
Fleischfresser mit Scherengebiss müssen keine größeren Brocken schlucken, was eine effektivere Verdauung, schlankere Verdauungsorgane und eine geringere körperliche Belastung durch den Verdauungsvorgang ermöglicht. Die für Reptilien typische Bereitstellung größerer Mengen von sauren Verdauungssäften sowie ein ausgeprägtes System von Sekretion und Absorption fallen weg. Auch Raubtiere, die sehr viel Fleisch auf einmal zu sich nehmen, verdauen dies vergleichsweise schnell und können auf ausgedehnte Ruhephasen nach dem Fressen verzichten. Die Speiseröhre ist nicht auf eine starke Ausdehnung ausgelegt, was Einfluss auf die anderen im Halsbereich sitzenden Organe sowie die Stellung vom Kopf zum Rumpf hat.
Das Scherengebiss schließt die Aufnahme pflanzlicher Nahrung nicht aus, ist aber dabei deutlich ineffizienter als ein Gebiss mit Mahlzähnen (vergl. Hypsodontie).